# عمالة وجدة أنكاد
عمالة وجدة أنكاد هي أحد الأقاليم المغربية وتحمل صفة عمالة، تنتمي لجهة الشرق وتقع شمال شرق البلاد على الحدود الشمالية الشرقية للمغرب.

## تأسيس
أنشئت في عام 1994 بموجب المرسوم الملكي رقم 2-94-64 من 24 يناير 1994، تقع في المنطقة الشمالية الشرقية من المملكة. ويحدها إقليم تاوريرت إلى الغرب، ومن الشمال إقليم بركان، في الجنوب يحدها إقليم جرادة وشرقا الحدود المغربية الجزائرية. تغطي مساحة بحجم 1714 كيلومتر مربع، أو 2.06% من مساحة الجهة الشرقية.

## سكان
وفقا للتعداد العام للسكان والمساكن سنة 2004، بلغ عدد سكان العمالة 551.767 نسمة. يتوزع السكان كالآتي:
- في المناطق الحضرية (86%)؛
- في المناطق الريفية (14%).

وهكذا، فإن كثافة السكان تتجاوز 245 نسمة في الكيلومتر مربع.

## التجمع الحضري
بعمالة وجدة-أنݣاد توجد مدينة وجدة، عاصمة جهة الشرق و التي تستضيف المقر الرئيسي للجهة.
أما الحواضر الأخرى فهي عبارة عن مراكز صغيرة أهمها:
- بني درار: 8919 نسمة.
- نعيمة: 551 1 نسمة.

## التقسيم الإداري
تضم عمالة وجدة أنڭاد 3 جماعات حضرية (بلديات) و 8 جماعات قروية:

### الجماعات الحضرية
- بني درار (بلدية)
- نعيمة (بلدية)
- وجدة (بلدية)

### الجماعات القروية
- أهل أنݣاد(جماعة قروية)
- عين صفا (جماعة قروية)
- بني خالد (جماعة قروية)
- لبصارة (جماعة قروية)
- إسلي (جماعة قروية)
- مستفركي (جماعة قروية)
- سيدي بولنوار (جماعة قروية)
- سيدي موسى لمهاية (جماعة قروية)